# Marvel's Spider-Man: Miles Morales
Marvel's Spider-Man: Miles Morales est un jeu vidéo d'action-aventure développé par Insomniac Games et publié par Sony Interactive Entertainment, en partenariat avec Marvel Games, sorti en novembre 2020 sur PlayStation 4 et PlayStation 5  et sur PC le 18 novembre 2022.
Il s'agit d'un standalone se passant 1 an après les événements du jeu Marvel's Spider-Man sorti en 2018. Il a été annoncé pour la première fois lors de l'événement en direct de la PlayStation 5 en juin 2020.

## Trame

### Univers et contexte
Le récit est la continuité de Marvel's Spider-Man, où Miles Morales (Nadji Jeter) est mordu par une araignée génétiquement améliorée lui permettant d'obtenir des pouvoirs semblables à ceux de Peter Parker(Yuri Lowenthal),. Les évènements du jeu se déroule un an après ceux du premier volet, Morales a reçu un entraînement de la part de Parker et ne vit plus à Brooklyn mais à Harlem,.
Dans la bande-annonce, Miles possède son costume traditionnel Spider-Man noir et rouge et combat les criminels en tant que Spider-Man expérimenté, mettant en valeur son aiguillon venimeux et ses superpuissances d'invisibilité. Parker dit à Miles qu'il doit être comme son père et marcher sur la voie de devenir un héros pour la ville de New York.

### Histoire

#### Prologue
Un an après les évènements du premier jeu, Miles continue de s'entraîner avec Peter Parker pour devenir Spider-Man, tout en aidant sa mère qui vient d'emménager dans le quartier d'Harlem, et y fait campagne. Un jour, Miles et Peter escortent le dernier transit de prisonniers évadés du Raft depuis l'attaque du Docteur Octopus sur la prison. Pendant le trajet, la caisse transportant Rhino lâche, permettant à la fois de le libérer et de libérer les autres prisonniers. Peter charge Miles d'arrêter les évadés pendant que lui s'occupe de Rhino. Après une poursuite dans toute la ville, Peter est mis K.O par Rhino. Miles, sous le coup de la colère, se découvre un nouveau pouvoir : une bio-électricité lui permettant d'attaquer avec une puissance électrique. Avec cette nouvelle capacité, il réussit à vaincre Rhino. Les deux Spider-Men font ensuite la rencontre de Simon Krieger, le PDG de Roxxon, entreprise contre laquelle Rio Morales, la mère de Miles, se bat dans sa campagne. Roxxon se vante d'avoir inventé une énergie entièrement propre, le Nuform, et de commencer par implanter cette énergie à Harlem. Krieger remercie les Spider-Men et, à l'aide de sa milice privée, prend Rhino en charge pour le livrer à la police.
Après la bataille, Peter informe Miles qu'il part en Europe avec Mary-Jane Watson pour le Bugle et lui offre un nouveau costume pour qu'il le remplace pendant ses deux semaines d'absence.

#### Déroulement
Prévenu par son ami Ganke, Miles se rend dans les locaux de Roxxon pour enquêter sur un cambriolage. Sur place, il affronte un groupe nommé l'Underground, possédant des armes dernier-cri. Plus tard, il rentre chez lui pour fêter Noël avec sa mère Rio et Ganke, avant de découvrir avec surprise l'invitation faite à Phin, sa meilleure amie avec qui il avait obtenu un prix scientifique et qu'il n'avait pas vue depuis un an.
Le lendemain, Miles, aidé par Ganke, s'occupe de plusieurs affaires dans la ville grâce à une Spider-Appli, permettant aux habitants de New York de demander de l'aide facilement à Spidey, et se retrouve à aider son oncle, Aaron Davis, qui le reconnaît en tant que Spider-Man. Le soir, Miles assiste au meeting de sa mère, interrompu par l'Underground. Le groupe est dirigé par Tinkerer qui déclenche une guerre avec les agents de Roxxon tandis que Miles tente de stopper pacifiquement les choses, sans succès. Le combat se poursuit jusque sur le Pont de Brooklyn, où l'Underground s'en prend à un camion rempli de Nuform. À cause de sa bio-électricité et du Nuform transporté par Roxxon, Miles détruit accidentellement le pont et arrive à sauver tous les civils. Il découvre également que Tinkerer n'est autre que son amie Phin. Coincé par Roxxon, Miles arrive à activer un nouveau pouvoir, lui permettant de se rendre temporairement invisible, et à fuir.
Doté d'un nouveau costume afin de s'affirmer en tant que Spider-Man, Miles enquête sur les motivations de Phin et découvre que le Nuform a provoqué un empoisonnement chimique chez le grand frère de cette dernière, Rick. Il était chargé du projet Nuform avant de se rendre compte que les effets étaient néfastes pour le corps humain, mais Krieger a refusé de l'écouter. Un soir, lui et Phin se sont introduits chez Roxxon pour détruire le Nuform, mais Krieger les a piégés et Rick en est mort. Désireuse de se venger, Phin est devenue Tinkerer.
Parallèlement, Miles découvre que son oncle Aaron est le Rôdeur, un ancien voleur que son père tentait de raisonner, puis d'arrêter. Aaron ordonne à Miles de laisser tomber, ne voulant pas qu'il meurt comme son père. Miles refuse. Sur les conseils d'Aaron et avec la complicité de Ganke, Miles ment à Phin et la persuade qu'il veut rejoindre l'Underground, qui a établi son quartier général dans l'immeuble désaffecté de Wilson Fisk. Il réussit à trouver les informations nécessaires et intervient en tant que Spider-Man. Poursuivant Tinkerer et échouant à l'arrêter, il révèle son identité à Phin qui s'enfuit sous le choc.
Miles invite Phin à un rendez-vous pour discuter de leurs secrets respectifs, à Trinity Church. Durant la discussion, ils sont interrompus par Rhino, doté d'une nouvelle armure résistant à la bio-électricité de Miles. Les deux sont terrassés par le vilain, qui est en réalité exploité par Roxxon. Tous deux enfermés, ils se font torturer par Krieger, avant de réussir à s'échapper. Miles apprend que c'est Aaron qui les a trahis en livrant leur position, à la condition que seule Phin soit appréhendée. En progressant dans le complexe, Spider-Man et Tinkerer affrontent Rhino, et finissent par le vaincre. Seulement, ce-dernier se moquant de Rick et de sa mort, Phin devient folle de rage et tente de le tuer. Miles la percute pour l'en empêcher, et Phin se met à battre son ami au sol, très violemment, avant de le prévenir que si leurs chemins se recroisaient, elle le tuerait. Miles, gravement blessé, réussit à rentrer chez lui avec l'aide de Ganke, mais sa mère le découvre en costume et comprend alors qui est réellement son fils, et l'accepte.
Miles comprend que Phin va faire exploser le Nuform pour faire chuter le bâtiment Roxxon, mais ce qu'elle ignore, c'est que Krieger a pris les devants : si le Nuform explose, c'est tout Harlem qui partira en poussière. Localisant la cachette de Phin, Miles s'y rend mais est neutralisé par son oncle. Ce dernier l'enferme pour sa protection, préférant laisser Roxxon et l'Underground s'entretuer.

#### Épilogue
Miles s'échappe et affronte son oncle, avant d'apprendre que Roxxon et l'Underground se livrent une guerre ouverte au beau milieu de Harlem. Spider-Man retourne aider les habitants mais est rapidement dépassé. Aaron arrive finalement pour aider Miles, lui permettant d'aller à la Tour Roxxon. Spider-Man et Tinkerer s'affrontent une nouvelle fois, Miles implorant Phin de l'écouter en la prévenant du risque de voir Harlem s'écrouler. Phin ne le croit pas, pensant à une ruse, et l'affronte de toutes ses forces. Malheureusement, le réacteur se met en marche, et Phin comprend son erreur avant de chuter de plusieurs étages. Spider-Man la rattrape et ils s'écrasent au sol. Miles n'a plus le choix, il emmagasine toute l'énergie du Nuform pour sauver Harlem. Phin, voyant le sacrifice de Rick en la personne de Miles, le récupère et saute suffisamment haut pour que Miles relâche toute l'énergie sous forme d'explosion, sans blesser personne. Miles chute au sol, tandis que Phin elle, n'a pas survécu. Sans son masque, Spider-Man est aidé par la communauté de Harlem, qui le couvrent et le font partir en retenant les médias, déclarant que ce Spider-Man ci est le Spider-Man de Harlem.
Quatre semaines plus tard, Simon Krieger est arrêté et Roxxon coule sous les plaintes grâce au témoignage d'Aaron, également placé en prison. Peter, revenu d'Europe, félicite Miles pour son travail et les deux héros se lancent à la poursuite d'une course-poursuite en voiture dans la ville.
Parallèlement, l'ancien maire Norman Osborn ordonne au docteur Curt Connors de libérer Harry Osborn de sa stase, malgré les avertissements du docteur.
Dans une scène d'après-crédits, Miles laisse en la mémoire de Phin le prix qu'ils avaient remporté au sommet de l'église de Trinity Church.

## Personnages
Miles Morales / Spider-Man : Principal protagoniste du jeu. Âgé désormais de 17 ans, il est devenu le coéquipier de Spider-Man après avoir gagné ses pouvoirs dans le précédent jeu. Il est contraint d'être temporairement le seul Spider-Man de New York quand Peter part rejoindre MJ en Symkarie. Beaucoup de choses ont changé depuis que Miles et sa mère ont déménagé à Harlem : Ganke est devenu le meilleur ami de Miles, sa mère s'est lancée dans la politique et Miles découvre ses tout nouveaux pouvoirs de bio-électricité et d'invisibilité. Miles, en tant que Spider-Man, doit arrêter l'Underground et Roxxon qui sont les deux principales menaces actuelles de New York.
Ganke Lee : Meilleur ami de Miles. C'est un génie de l'informatique tout comme lui, il a créé l'application officielle Spider-Man qui fut un succès fou. Il est la deuxième personne à connaître la double identité de Miles.
Rio Morales : Mère de Miles. Elle a été victime d'un attentat de l'Underground lors de son discours politique au marché de Noël d'Harlem mais a heureusement survécu. Elle est la cinquième personne qui connaît la double identité de Miles.
Peter Parker / Spider-Man : Il est le Spider-Man originel et le mentor de Miles. Après leur combat contre le Rhino, où Miles sauva la vie de Peter avec ses nouveaux pouvoirs, il annonce à ce dernier qu'il va quitter New-York pendant un temps pour aider Mary-Jane sur son reportage en Symkarie, pour le Daily Bugle. Il confie alors la protection de la ville à son protégé.
Danika : Elle s'est lancée dernièrement dans une carrière de podcaster, rivalisant avec J. Jonah Jameson. Elle encourage le soutien de Spider-Man et le bien-être de tous. Elle anime aussi son émission avec bonne humeur.
J. Jonah Jameson : Podcaster et présentateur du podcast États de Fait, l'ancien rédacteur en chef du Daily Bugle continue toujours d'animer son émission avec Jared, son second. Émission dans laquelle il est contre le soutien de Spider-Man et critique la société avec pessimisme. Il anime toujours son émission avec mauvaise humeur.
 ROXXON : Société énergétique voulant créer une nouvelle source d'énergie moins polluante : Le Nuform. Cependant cette nouvelle source d'énergie a un impact négatif sur la santé de ceux qui ont été exposés, mais la société rejette fermement les accusations à son égard et n'hésitera pas à utiliser la force pour faire taire les gêneurs. La couleur de prédilection de la faction est le Rouge.
Simon Krieger : Il est le PDG de ROXXON. Il se présente comme un philanthrope souhaitant aider la population et rejette toutes les accusations concernant les agissements de sa société, il est en réalité un égoïste ne pensant qu'à s'enrichir peu importe le prix à payer. Il a assassiné Rick Mason (Frère de Phin Mason) qui a tenté de stopper le projet Nuform avec l'aide de sa sœur. Son but est de retrouver le Nuform afin de terminer son réacteur.
Aleksei Systsevich / Rhino : Il était membre des Sinister Six dans le jeu précédent. Il est de nouveau arrêté par les deux Spider-Men à la suite d'une tentative d'évasion au début du jeu. À la suite de cela, Simon Krieger l'a recruté et lui a fourni une nouvelle armure de couleur rouge.
Aaron Davis / Le Rôdeur : Aaron Davis est l'oncle de Miles et le frère de Jefferson Davis. Il fut autrefois le Rôdeur, un super vilain que Jefferson a autrefois essayé d' arrêter en vain. Il a finalement dévoilé sa vraie identité à son frère qui a décidé de couper les ponts avec lui. Il travaille depuis en tant qu'employé du métro. Il décide de reprendre son ancienne identité afin de veiller sur Miles, après avoir deviné qu'il est devenu le nouveau Spider-Man. Étant au départ un allié, il devint rapidement son ennemi après l'avoir trahi pour Roxxon. Avant de finalement se repentir et d'aider Miles à combattre les deux factions.
 L'UNDERGROUND : Une des deux principales factions antagonistes du jeu. Cette organisation criminelle a pour but de se faire nom dans le milieu du crime et s'est installé dans la Tour Fisk. Ils se sont associés avec Phin Mason pour renverser ROXXON en échange d'armes. Cette faction utilise les moyens les plus extrêmes pour arriver à leurs fins (tuer Miles par exemple). La couleur de prédilection de cette faction est le violet.
Phin Mason / Tinkerer : Elle était la meilleure amie de Miles avant qu'il ne déménage à Harlem (elle a 18 ans, soit 1 an de plus que lui). Ils ont réalisé ensemble un projet au collège. Quand elle assista au meurtre volontaire de son frère par Simon Krieger, elle se jura de se venger de ROXXON et de détruire le Nuform en devenant une super vilaine. Elle a alors rejoint l'UNDERGROUND à qui elle fournit les armes en échange de leur aide pour détruire le Nuform avant qu'il ne cause davantage de dégâts et de faire couler ROXXON. En tant que super vilaine, elle devient rapidement l'ennemie de Miles.
Rick Mason: Un des protagonistes du jeu. Il est le frère de Phin Mason. Il travaillait pour Roxxon et était responsable du projet Nuform jusqu'à que Simon Krieger décide de le tuer car Rick était gravement malade et voulait détruire le Nuform. C'est depuis le jour de sa mort que Phin entame sa quête de vengeance contre Roxxon et Krieger.
 Wilson Fisk / Le Caïd : Chef de la pègre de New-York et grand ennemi de Spider-Man. Un an après son arrestation dans le jeu précédent, il tente de reconstruire son organisation depuis sa cellule. Dans une mission secondaire il envoie ses hommes attaquer Harlem. Miles finit par trouver sa base d'opérations et entre accidentellement en contact avec ce dernier qui est dégoûté d'apprendre l'existence d'un deuxième Spider-Man. Il menace alors le nouveau justicier qu'il s'en prendra à ses proches s'il se met en travers de son chemin.

## Système de jeu
Marvel's Spider-Man: Miles Morales est un jeu d'action-aventure à la troisième personne dans lequel le joueur prend le contrôle de Miles Morales / Spider-Man.

## Développement
Spider-Man: Miles Morales est développé par Insomniac Games et publié par Sony Interactive Entertainment pour la PlayStation 5. Le vice-président de Sony, Simon Rutter, a déclaré au Telegraph que le jeu était « une extension et une amélioration du jeu précédent ». Cependant, Insomniac a rappelé plus tard que le projet était un jeu autonome. Il devrait être plus petit en taille et en portée que Marvel's Spider-Man, et a été comparé à Uncharted: The Lost Legacy, un jeu qui était plus petit en taille et en portée qu'un titre Uncharted principal.

## Contenus liés
Publié le 10 novembre 2020, le roman Miles Morales - Wings of Fury fait office de prequel au jeu, tandis que l'artbook du jeu sort le 17 novembre.